# (151659) Egerszegi
(151659) Egerszegi est un astéroïde de la ceinture principale.

## Description
(151659) Egerszegi est un astéroïde de la ceinture principale. Il fut découvert le 25 décembre 2002 à Piszkesteto par Krisztián Sárneczky. Il présente une orbite caractérisée par un demi-grand axe de 2,65 UA, une excentricité de 0,11 et une inclinaison de 15,5° par rapport à l'écliptique.

## Compléments